# Сава (Могилёвская область)
Сава́ (бел. Сава́) — агрогородок в Горецком районе Могилёвской области Белоруссии. Административный центр Савского сельсовета.

## История
Первое упоминание датировано 1303 годом. В 1495 году село Сова упоминается в связи с размежеванием поместий. В 1785 году помещичья собственность, 51 двор, 320 жителей, церковь, мельница.
В войну 1812 года около деревни действовал отряд Дениса Давыдова. В 1885 году 43 двора, 280 жителей, центр волости Горецкого уезда, водяная мельница, народное училище, деревянная церковь.
В 1909 году в деревне имелся 71 двор, 525 жителей, церковь, казённая винная лавка, училище, мельница.
Советская власть была установлена в январе 1918 года.
В Великую Отечественную войну с июля 1941 года до 26 июня 1944 года деревня была оккупирована немецко-фашистскими захватчиками.

## Население
- 1999 год — 415 человек
- 2010 год — 361 человек

## Культура
- Дом культуры.
- Мемориальная комната, посвящённая жизни и творчеству В. П. Коваля.

## Достопримечательность
- Братская могила советских воинов и партизан[4]
- Памятник погибшим землякам[5]

### Памятник, скульптура
- Памятник В. И. Ленину
- Мемориальная доска в честь В. П. Коваля (2019)[6].
- Мемориальная доска в честь командира специальной диверсионно-разведывательной группы «Невский» Ивана Ермолаевича Черникова, уроженца деревни Сава (2019)[7][8].